# Parbatipur
Parbatipur (en bengali : পার্বতীপুর) est une upazila du Bangladesh dans le district de Dinajpur. En 1991, on y dénombrait 270 904 habitants.